# Cystostereaceae
Cystostereaceae es una familia de hongos perteneciente al orden Polyporales. Fue descrita originalmente por el micólogo suizo Walter Jülich en 1982.